# 花花型警
《花花型警》是2008年香港動作片電影，由馬楚成擔任導演。本片主要演員包括余文樂、內地著名演員陳坤、香港無綫電視女藝員鍾嘉欣、狄龍之子譚俊彥、官恩娜等青春偶像領銜主演，演繹各種警匪場面題材，包括對手戲、動作場面等。這影片在2008年2月28日於香港上映。
根據《電影檢查條例》，本片列為青少年及兒童不宜（IIB）。

## 故事大綱
一宗手法極度殘酷的劫殺案，將一對身處中港兩地，做人處事手法迥異的警探牽引起來。死者親弟林亨，是一名從內地而來的前公安，發誓要揪出殺兄兇手，卻給他碰上了Michael，一個剛被停職的CID，原因是他常不依上級指示，如私自以他的私人直升機作捉賊之用！
本來Michael也沒興趣去理會林亨，但Michael的前女友Lisa因工作關係正被林亨積極追求，Michael無名火起，與林亨約法三章，只要他幫得林亨捉到兇手，林亨便立刻回去，不再纏著Lisa。
Michael作為香港某大富豪之後，查案手法當然異於常人，他有最強的線人網，只要有錢，全港的古惑仔也會出賣線報給他。雖然林亨繼承兄長生意，以及他的富豪俱樂部後錢也不缺，他卻喜歡與人交談，心思細密的他，很容易便能將線索吐露出來。在他們兩種充滿衝突的方法底下，他們查出了一個名字，老鼠！
老鼠聲稱目擊林亨兄長被殺情況，殺他的是個背後紋上蝎子圖案的男人。Michael與林亨從多方面調查，終於查出紋身漢所在，他們本以為案件有端倪，沒料到在他們眼前出現的蝎子紋身漢，竟不過是一個聲東擊西的目標而跟著麻煩接踵而來。
兩人本由敵對態度竟還漸被迫變得患難見真情…終於就在老鼠女友手上得到重要短片而得知林亨哥哥並非被劫殺，而是遭人棄屍，疑兇竟就是一直在俱樂部盡忠職守的經理David！
正好當時是俱樂部每季例行的富豪船河派對，David招呼了眾富豪出海消遣，Michael與林亨以為他們必定能將David捉住，可是船上卻突然來了一眾來歷不明的匪徒，將富豪們綁架，David更當場被就地正法！
更意外的是，Michael的父親也在船上同被綁架！
Michael以為沒大不了，付上贖金便可救回父親。但此刻他才知道，父親已經瀕臨破產邊緣，沒有錢，意味著父親就會被撕票！返回警隊，沒有名貴跑車的他，只能憑他的鬥志與勇氣，一手一腳解決困難，Michael亦因此有所改變。
千頭萬緒不知如何是好之際，竟發現原來David根本未死，先前的不過是個假象，背後竟然是一個難以置信向上流社會富豪的報復計劃。
Michael與林亨決定採取主動，向David來個大反擊，可是此時Lisa卻被David捉去，殘虐致生命危在旦夕！
正當這對的各走極端的拍檔，終於要同心合力，聯手對付眼前的大敵！也正是這對玩世不恭的「型警」成長作為堂堂男子漢的時候。

## 演員

### 麥可民相關
- 余文樂 飾 麥可民 / Michael
- 李修贤 飾 麥父
- 米　雪 飾 麥后母

### 林亨相關
- 陳　坤 飾 林亨 / Lincoin
- 鍾嘉欣 飾 麗莎 / Lisa
- 連　晉 飾 林朗
- 周秀娜 飾 林朗女友

### 黎大衛相關
- 譚俊彥 飾 黎大衛 / David
- 陳中泰 飾 黎大衛同黨
- 譚幹聰 飾 黎大衛同黨
- 洛　琦 飾 黎大衛同黨
- 雷小明 飾 黎大衛同黨
- 賴懷德 飾 黎大衛同黨
- 馮頌晴 飾 黎大衛女友

### 盧強相關
- 梁焯滿 飾 盧強
- 鄒　娜 飾 盧強女友

### 富豪相關
- 徐寶三 飾 富豪
- 傅香山 飾 富豪
- 羅玉驎 飾 富豪
- 劉日東 飾 富豪
- 袁寶儀 飾 富豪情人
- 袁　丹 飾 富豪情人
- 文曉妮 飾 富豪情人
- 吳燕安 飾 富豪情人

### 紋身會
- 熊欣欣 飾 紋身會會長
- 李洪基 飾 紋身會會員
- 陳金培 飾 紋身會會員
- 王文成 飾 紋身會會員
- 羅偉佳 飾 紋身會會員
- 蘇偉南 飾 紋身會會員
- 鄭洪發 飾 紋身會會員
- 謝榮華 飾 紋身會會員

### 其他演員
- 黄又南 飾 阿龍
- 谷德昭 飾 王警司
- 伍允龙 飾 劫匪
- 官恩娜 飾 女警官
- 連　晉 飾 林朗
- 張國威 飾 無紋身男人
- 郭貴華 飾 龍蝦紋身人
- 蕭展雄 飾 熊貓紋身人
- 冼國祥 飾 蝎子紋身伯伯
- 李尚斌 飾 會所待應
- 陳詩亮 飾 會所待應
- 美　成 飾 保鏢

## 各地電影分級制度
| 國家／地區 | 級別 |
| ---------- | ---- |
| 香港       | IIB  |
| 新加坡     | PG   |
| 馬來西亞   | 18PL |

## 外部連結
- 花花型警官方網站
- 香港影庫上《花花型警》的資料（繁體中文）
- 豆瓣电影上《花花型警》的資料 （简体中文）
- 时光网上《花花型警》的資料（简体中文）
- AllMovie上《花花型警》的资料（英文）
- 爛番茄上《花花型警》的資料（英文）
- 互联网电影数据库（IMDb）上《花花型警》的资料（英文）